# Mats Winroth
Mats Winroth, född 7 december 1956, är en svensk teknikforskare inom området industriell produktion. Han har varit verksam som biträdande professor vid Chalmers tekniska högskola. Hans forskning har berört operations management och speciellt olika aspekter av verksamhetsstrategier, till exempel kopplat till samverkande företag, hållbar produktion, servitisation och automation.
Winroth tog civilingenjörsexamen i maskinteknik 1981 från KTH, med inriktning mot verktygsmaskiner. Efter examen arbetade han cirka fyra år på ASEA (senare ABB) i Ludvika med jordbävningsdimensionering av utrustning för högspänd likström. Därefter arbetade han drygt tre år på SAPA i Vetlanda med produktionsteknik. 1988 tillträdde Winroth en tjänst som tekniklektor på Erik Dahlbergsgymnasiet (ED) i Jönköping, där han undervisade i maskintekniska ämnen på årskurs 4 på gymnasieingenjörsutbildningen. 1989-1990 gick Winroth den statliga lektorsutbildningen på Lärarhögskolan vid Lunds Universitet i Malmö och arbetade därefter som gymnasielektor vid ED och Sandagymnasiet i Huskvarna. Under två års tid genomgick Winroth en kommunal ledarskapsutbildning för skolledare och arbetade 1997-1998 som rektor vid Sandagymnasiet. 1998 tillträdde Winroth en tjänst som tekniklektor vid Ingenjörshögskolan i Jönköping och blev 1999 inskriven som extern doktorand vid Linköpings Universitet. Forskarstudierna skedde parallellt med undervisningen och disputationen för teknologie doktorsexmen i monteringsteknik skedde 2004 på avhandlingen On Manufacturing Strategies - Competing Through Inter-Organizational Collaboration. Efter disputationen befordrades Winroth till universitetslektor. 2008 utnämndes Winroth till oavlönad docent vid Chalmers Tekniska Högskola i Göteborg. I november 2008 tillträdde Winroth en tjänst som docent i Operations Management på Chalmers och befordrades 2013 till biträdande professor i samma ämne. Parallellt med tjänsten på Chalmers har Winroth fortsatt varit knuten till Tekniska högskolan i Jönköping (JTH) och sedan 2016 som professor i Produktionssystem, en tjänst som han lämnade med pension 1 mars 2018. Han pensionerades från Chalmers 1 juli 2019.